# Дау. Нора мама
«Дау. Нора мама» — художественный фильм Ильи Хржановского и Екатерины Эртель 2020 года, являющийся частью кино-арт-проекта «Дау».
Фильм не получил прокатное удостоверение в России, но был доступен онлайн на официальном сайте проекта.

## Сюжет
Фильм рассказывает о том, как к Норе, жене Дау, главному герою кино-арт-проекта «Дау», после долгих уговоров приезжает погостить мать.
По приезде Дау и Нора встречают мать ужином. На следующий день после приезда вся семья прогуливается по территории НИИ, а вечером Дау, недовольный приездом тёщи, задаёт жене вопрос о том, чья была идея пригласить мать. После этого мать ведёт беседу с Норой, которой говорит, что между супругами — «стена». Мать утверждает, что дочь себя не любит, а Дау ведёт себя «как король», который «найдёт тёлку помоложе и уйдёт». Разговор превращается в ссору, Нора утверждает, что бабушка не любит внука.
После этого домой приходит Дау, которому мать Норы говорит, что он не любит свою жену. Позже между матерью и дочерью вновь идёт разговор, и они вспоминают неприятные моменты прошлого, размышляют о проблемах замужества.
Однажды Дау делает подарок Норе и её маме, после чего предлагает пойти к соседям в гости. Когда они приходят домой, мать и дочь вновь ведут беседу. Теперь уже Нора уверяет мать, что Дау её не любит, на что мать отвечает прямо: можно заниматься сексом, но при этом не любить. На вопрос дочери о том, любит ли её мать, та отвечает: «Думаю, нет». Дочь с сожалением в глазах соглашается, но со временем начинает рыдать и говорить, что ей стыдно.
Фильм заканчивается тем, что вскорости отношения между матерью и дочерью нормализуются: они начинают дружелюбно общаться, мать говорит, что в будущем всё будет хорошо.

## В ролях
| Актёр            | Роль           |
| ---------------- | -------------- |
| Радмила Щёголева | Нора, жена Дау |
| Лидия Щёголева   | мать Норы      |
| Теодор Курентзис | Дау            |

## Специфика фильма
- По утверждению создателей, данный фильм — это лишь часть «вселенной»[7] «Дау», эпизод из жизни вымышленного НИИ, напрямую не связанный с образом главного героя — физика Л. Ландау (Дау).
- К жене Дау Норе приезжает мама, которую «играет» настоящая мать актрисы. Вот как об этом пишет Наталия Пылаева в журнале Искусство кино: «„Ты с этого телефона мне звонила?“ — спрашивает мать, едва успев войти в роскошную двухэтажную квартиру. И сразу выстраивается зеркальный коридор двойных значений: кто это спрашивает — реальная мама Щёголевой, удивляясь работающему ретроаппарату в институтских декорациях, где уже какое-то время сидит-живёт её дочь — за этим столом, под этим абажуром, берёт трубку этого телефона? Или мама игровая — восхищающаяся прогрессивностью советского быта 60-х годов?»[8]

## Критика
Наталия Пылаева, Искусство кино: «Накал страстей в этих ссорах, криках, потоках слёз, объятиях и примирениях нешуточный, тем более что перед камерой реальные мать и дочь, и то, что они проживают, вполне возможно — реально для них. Но при этом чувствуешь, что смена их состояний, переход от взаимных проклятий до клятв в вечной любви и обратно может произойти внезапно, а потом всё поменяется снова. И в какой-то момент, когда ты уже было поверил в эту невозможную, но необходимую любовь-ненависть, происходит нечто, отменяющее все твои накопившиеся впечатления: то ли Нора смеётся каким-то странным смехом, то ли мать её отталкивает там, где должна бы обнять, то ли вдруг — непонятная монтажная склейка. И всё перечёркнуто, тебя выбрасывает из этой реальности, твой опыт обнуляется. Живые люди превращаются в эмодзи. Что за этим уплощением? Плохая режиссура или намеренный отказ от режиссуры? Скольжение по поверхности или сознательный схематизм и констатация того, что большую драму в кино сегодня уже не создать посредством предельного психологизма и точнейших мотивировок?»